# Cymbosema roseum
Genre
Espèce
Cymbosema roseum est une espèce de plantes à fleurs dicotylédones de la famille des Fabaceae, sous-famille des Faboideae, originaire d'Amérique centrale et d'Amérique du Sud. C'est l'unique espèce acceptée du genre Cymbosema (genre monotypique).

## Synonymes
Selon The Plant List (12 novembre 2018) :
- Cymbosema apurense (Kunth) Pittier
- Dioclea purpurea Poepp.
- Dioclea rosea (Benth.) N.Zamora